# LNB Pro A 2006-07
La LNB Pro A 2006-2007 fue la edición número 85 de la Pro A, la máxima competición de baloncesto de Francia. La temporada regular comenzó el 23 de septiembre de 2006 y acabó el 2 de junio de 2007. Los ocho mejor clasificados accederían a los playoffs, mientras que el Besançon BCD, JL Bourg-en-Bresse y el Reims Champagne descenderían a la Pro B, dado el cambio para la temporada siguiente en el número de equipos, que pasaría de 18 a 16.
El campeón sería por segunda vez en su historia el Chorale Roanne tras derrotar al SLUC Nancy en la final a partido único.

## Equipos 2006-07
| Equipo                   | Ciudad              | Pabellón                                                  | Capacidad |
| ------------------------ | ------------------- | --------------------------------------------------------- | --------- |
| Besançon BCD             | Besançon            | Palais des Sports                                         | 4000      |
| JL Bourg-en-Bresse       | Bourg-en-Bresse     | Salle des Sports                                          | 2300      |
| ÉS Chalon-sur-Saône      | Chalon-sur-Saône    | Le Colisée                                                | 4070      |
| Cholet Basket            | Cholet              | La Meilleraie                                             | 5191      |
| Stade Clermontois BA     | Clermont-Ferrand    | Maison des Sports                                         | 4630      |
| JDA Dijon                | Dijon               | Palais des Sports Jean-Michel Geoffroy                    | 4600      |
| BCM Gravelines Dunkerque | Gravelines          | Sportica                                                  | 3500      |
| Hyères Toulon Var Basket | Hyères – Toulon     | Palais des Sports de Toulon Espace 3000                   | 4700 2200 |
| STB Le Havre             | Le Havre            | Salle des Docks Océane                                    | 3598      |
| Le Mans Sarthe Basket    | Le Mans             | Antarès                                                   | 6003      |
| ASVEL Basket             | Lyon – Villeurbanne | Astroballe                                                | 5643      |
| SLUC Nancy Basket        | Nancy               | Palais des Sports Jean Weille                             | 6027      |
| Orléans Loiret Basket    | Orléans             | Zénith d'Orléans                                          | 5338      |
| Paris-Levallois Basket   | Paris-Levallois     | Stade Pierre-de-Coubertin Palais des Sports Marcel Cerdan | 4200 3051 |
| Élan Béarnais Pau-Orthez | Pau-Orthez          | Palais des Sports de Pau                                  | 7813      |
| Reims Champagne Basket   | Reims               | Complexe Sportif René Tys                                 | 3000      |
| Chorale Roanne Basket    | Roanne              | Halle André Vacheresse                                    | 3300      |
| Strasbourg IG            | Strasbourg          | Rhénus Sport                                              | 6200      |

## Resultados

### Temporada regular
|    | Equipo               | J  | G  | P  | PF   | PC   | Clasificación      |
| -- | -------------------- | -- | -- | -- | ---- | ---- | ------------------ |
| 1  | Nancy                | 34 | 25 | 9  | 2825 | 2498 | playoff            |
| 2  | Roanne               | 34 | 24 | 10 | 2942 | 2780 | playoff            |
| 3  | Chalon-sur-Saône     | 34 | 23 | 11 | 2684 | 2623 | playoff            |
| 4  | Strasbourg           | 34 | 22 | 12 | 2753 | 2480 | playoff            |
| 5  | Lyon-Villeurbanne    | 34 | 21 | 13 | 2752 | 2549 | playoff            |
| 6  | Le Mans              | 34 | 21 | 13 | 2529 | 2375 | playoff            |
| 7  | Cholet               | 34 | 19 | 15 | 2424 | 2408 | playoff            |
| 8  | Gravelines-Dunkerque | 34 | 18 | 16 | 2625 | 2579 | playoff            |
| 9  | Pau-Lacq-Orthez      | 34 | 18 | 16 | 2747 | 2622 |                    |
| 10 | Dijon                | 34 | 18 | 16 | 2642 | 2620 |                    |
| 11 | Orléans              | 34 | 18 | 16 | 2569 | 2590 |                    |
| 12 | Le Havre             | 34 | 16 | 18 | 2637 | 2698 |                    |
| 13 | Clermont-Ferrand     | 34 | 15 | 19 | 2402 | 2358 |                    |
| 14 | Paris-Levallois      | 34 | 13 | 21 | 2453 | 2662 |                    |
| 15 | Hyères Toulon        | 34 | 11 | 23 | 2606 | 2838 |                    |
| 16 | Besançon             | 34 | 11 | 23 | 2744 | 2880 | Descienden a Pro B |
| 17 | Bourg-en-Bresse      | 34 | 8  | 26 | 2294 | 2673 | Descienden a Pro B |
| 18 | Reims                | 34 | 5  | 29 | 2361 | 2755 | Descienden a Pro B |

## Playoffs
|  | Cuartos de final | Cuartos de final     | Cuartos de final |                   |    | Semifinales | Semifinales | Semifinales |  |   | Final | Final | Final |  |
|  |                  |                      |                  |                   |    |             |             |             |  |   |       |       |       |  |
|  |                  |                      |                  |                   |    |             |             |             |  |   |       |       |       |  |
|  | 1                | Nancy                | 2                |                   |    |             |             |             |  |   |       |       |       |  |
|  | 1                | Nancy                | 2                |                   |    |             |             |             |  |   |       |       |       |  |
|  | 8                | Gravelines-Dunkerque | 1                |                   |    |             |             |             |  |   |       |       |       |  |
|  | 8                | Gravelines-Dunkerque | 1                |                   | 1  | Nancy       | 2           |             |  |   |       |       |       |  |
|  |                  |                      |                  |                   | 1  | Nancy       | 2           |             |  |   |       |       |       |  |
|  |                  |                      | 5                | Lyon-Villeurbanne | 0  |             |             |             |  |   |       |       |       |  |
|  | 4                | Strasbourg           | 5                | Lyon-Villeurbanne | 0  | 0           |             |             |  |   |       |       |       |  |
|  | 4                | Strasbourg           |                  |                   |    |             |             |             |  |   |       |       |       |  |
|  | 5                | Lyon-Villeurbanne    | 2                |                   |    |             |             |             |  |   |       |       |       |  |
|  | 5                | Lyon-Villeurbanne    | 2                |                   |    |             |             |             |  | 1 | Nancy | 74    |       |  |
|  |                  |                      |                  |                   |    |             |             |             |  | 1 | Nancy | 74    |       |  |
|  |                  |                      | 2                | Roanne            | 81 |             |             |             |  |   |       |       |       |  |
|  | 2                | Roanne               | 2                | Roanne            | 81 | 2           |             |             |  |   |       |       |       |  |
|  | 2                | Roanne               |                  |                   |    |             |             |             |  |   |       |       |       |  |
|  | 7                | Cholet               | 0                |                   |    |             |             |             |  |   |       |       |       |  |
|  | 7                | Cholet               | 0                |                   | 2  | Roanne      | 2           |             |  |   |       |       |       |  |
|  |                  |                      |                  |                   | 2  | Roanne      | 2           |             |  |   |       |       |       |  |
|  |                  |                      | 3                | Chalon-sur-Saône  | 1  |             |             |             |  |   |       |       |       |  |
|  | 3                | Chalon-sur-Saône     | 3                | Chalon-sur-Saône  | 1  | 2           |             |             |  |   |       |       |       |  |
|  | 3                | Chalon-sur-Saône     |                  |                   |    |             |             |             |  |   |       |       |       |  |
|  | 6                | Le Mans              | 1                |                   |    |             |             |             |  |   |       |       |       |  |
|  | 6                | Le Mans              | 1                |                   |    |             |             |             |  |   |       |       |       |  |
|  |                  |                      |                  |                   |    |             |             |             |  |   |       |       |       |  |

## Premios

### Premios de la LNB
MVP de la temporada regular
- MVP extranjero :  Dewarick Spencer[2] (Roanne)
- MVP francés :  Cyril Julian[2] (Nancy)

Mejor jugador joven
- Nicolas Batum (Le Mans)

Mejor defensor
- Marc-Antoine Pellin[2] (Roanne)

Mejor entrenador
- Jean-Denys Choulet[2] (Roanne)

### MVP de las Finales
- Marc Salyers  (Roanne)